# Сан-Николас (Чили)
Сан-Николас (исп. San Nicolás) — посёлок в Чили. Административный центр одноимённой коммуны. Население — 2109 человек (2002). Посёлок и коммуна входит в состав провинции Пунилья и области Ньюбле.
Территория коммуны — 490,5 км². Численность населения — 10 011 жителей (2007). Плотность населения — 20,41 чел./км².

## Расположение
Посёлок расположен в 16 км северо-западнее административного центра области — города Чильян.
Коммуна граничит:
- на севере — с коммуной Сан-Карлос
- на востоке — с коммуной Сан-Карлос
- на юге — с коммуной Чильян
- на западе — с коммунами Портесуэло, Нинуэ

## Демография
Согласно сведениям, собранным в ходе переписи Национальным институтом статистики, население коммуны составляет 10 011 человек, из которых 5111 мужчин и 4900 женщин.
Население коммуны составляет 0,5 % от общей численности населения области Мауле. 63,56 %  относится к сельскому населению и 36,44 % — городское население.

### Важнейшие населённые пункты коммуны
- Сан-Николас (посёлок) — 2109 жителей
- Пуэнте-Ньюбле (посёлок) — 1319 жителей